# Holodiplosis alticola
Holodiplosis alticola är en tvåvingeart som beskrevs av Jean-Jacques Kieffer 1913. Holodiplosis alticola ingår i släktet Holodiplosis och familjen gallmyggor.
Artens utbredningsområde är Kenya. Inga underarter finns listade i Catalogue of Life.